# Aechmea pittieri
Espèce
Classification phylogénétique
Aechmea pittieri est une espèce de plantes à fleurs de la famille des Broméliacées endémique du Costa Rica.